# Ferrari Land
Ferrari Land è un parco a tema dell'omonima casa automobilistica italiana, inaugurato nel 2017 vicino a Barcellona.

## Sviluppo
Dopo l'apertura del Ferrari World ad Abu Dhabi nel 2010, il marchio ricevette diverse richieste per la costruzione di nuovi parchi e suscitò interesse la proposta in Catalogna. Nel 2014 venne firmato l'accordo di € 100 milioni con PortAventura World, mentre la costruzione iniziò nel 2015. L'inaugurazione è avvenuta il 6 aprile 2017 in presenza di Piero Ferrari, figlio di Enzo. Nel 2018, al prezzo di € 5 milioni, è stata aggiunta anche un'area per bambini.

## Attrazioni

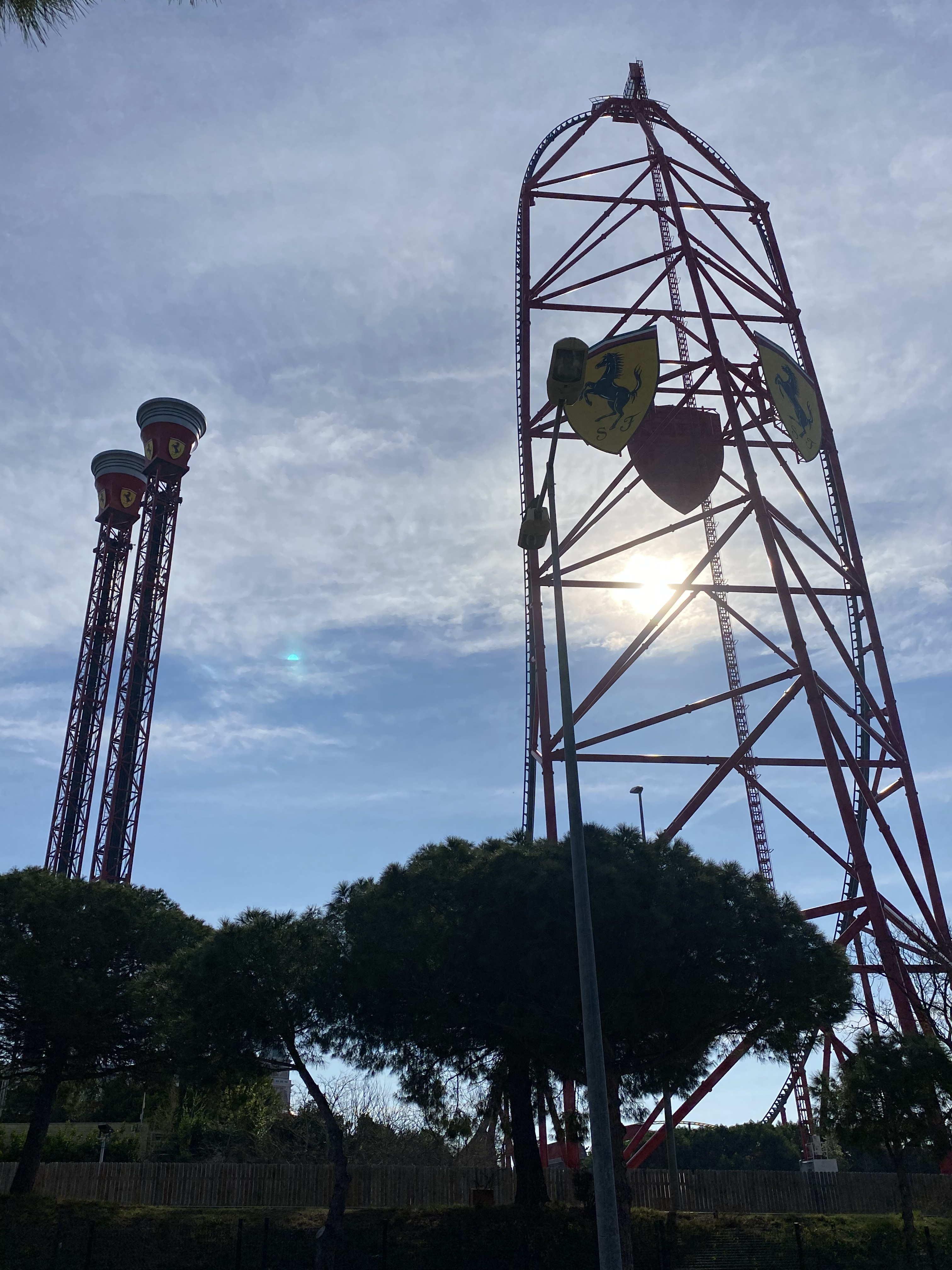
Vista di alcune attrazioni

Il parco si estende su una superficie di 6 ettari ed è caratterizzato dal Ferrari Experience (edificio principale a forma del frontale di un'auto), insieme ad alcune riproduzioni di monumenti italiani. Vi è un totale di 13 attrazioni, tra le quali la più importante è il Red Force, montagna russa più alta e veloce d'Europa, con 112 m di altezza e un'accelerazione di 180 km/h in 5 s. Vi sono anche due torri di caduta alte 55 m, dall'aspetto che riprende dei pistoni, e diversi simulatori di F1. Il parco ospita anche un museo della Ferrari all'interno del Ferrari Experience e sette ristoranti.

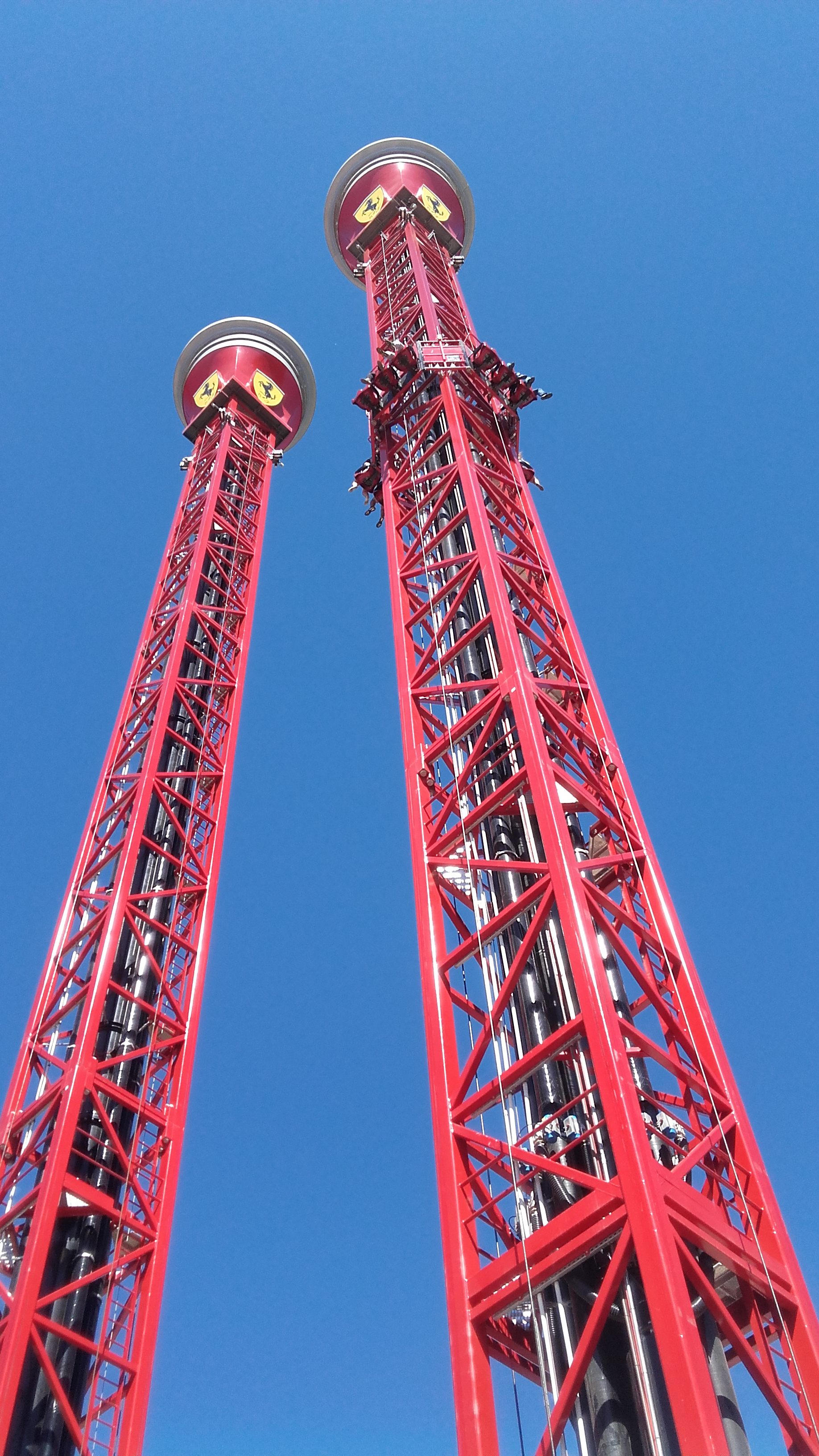
Torri di caduta

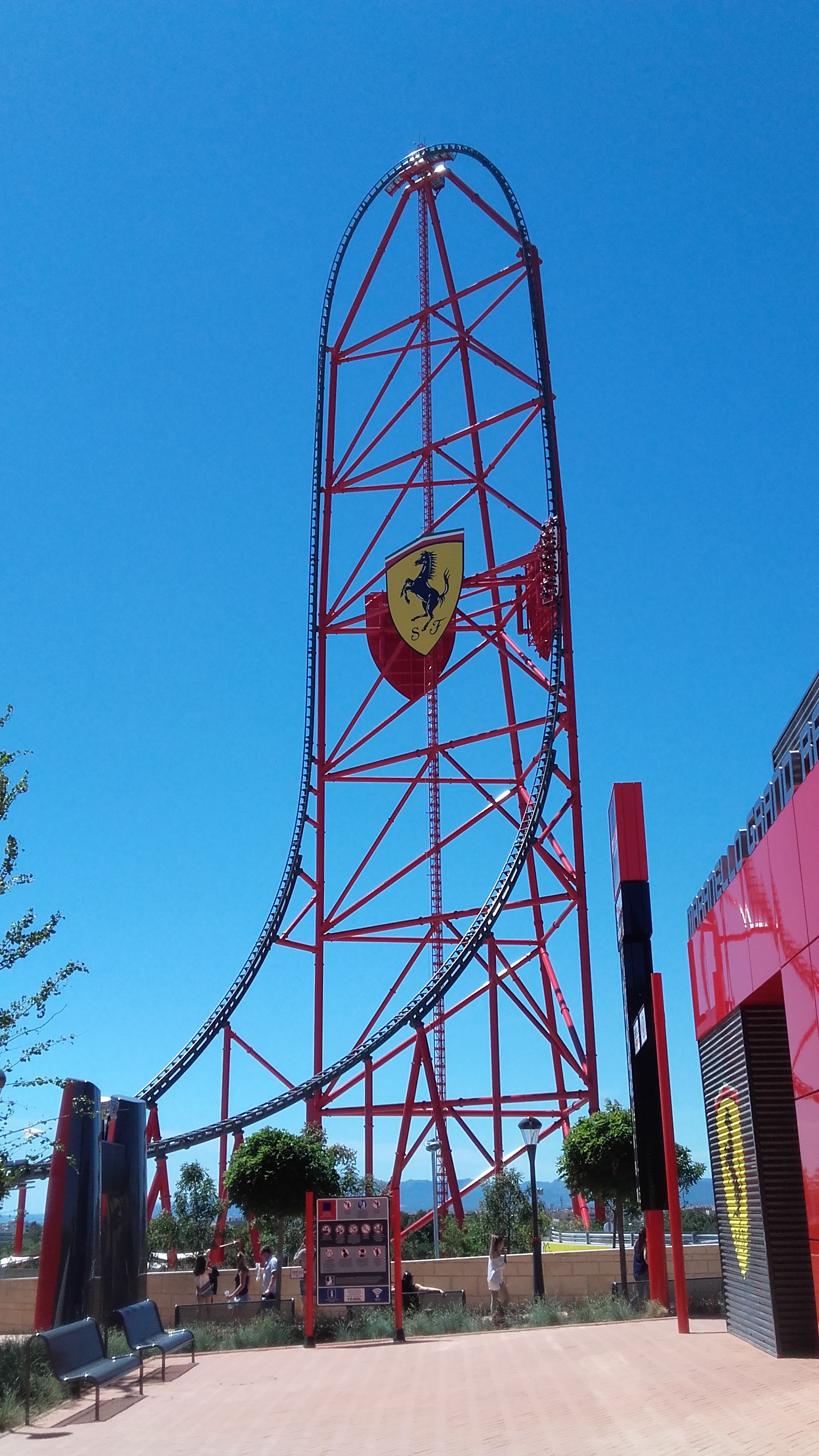
Red Force

| Nome                    | Caratteristiche                                                                            |
| ----------------------- | ------------------------------------------------------------------------------------------ |
| Red Force               | Roller coaster, con salita in verticale fino a 112 metri e discesa, raggiungendo 180 km/h. |
| Thrill Towers           | Due torri di caduta alte 55 metri. Una è a caduta libera, l'altra è a discesa controllata. |
| Maranello Grand Race    | Circuito lungo 550 metri con vagoni nelle forme di 488 Spider.                             |
| Pit Stop Records        | Gara a cambiare la ruota a una vettura da F1.                                              |
| Pole Position Challenge | Otto simulatori di gara.                                                                   |
| Flying Dreams           | Simulazione nel viaggiare per il mondo con una Ferrari.                                    |
| Racing Legends          | Simulazione nel guidare una supercar.                                                      |
| Junior Red Force        | Montagna russa familiare.                                                                  |
| Kids Tower              | Torre di caduta alta 9 metri.                                                              |
| Kids Podium             | Attrazione per bambini con un labirinto di diapositive.                                    |
| Champions Race          | Simulatore di guida.                                                                       |
| Crazy Pistons           | Attrazione ispirata al movimento dei pistoni.                                              |
| Flying Race             | Simulatore di volo.                                                                        |